# Gabo Ferro
Gabriel Fernando «Gabo» Ferro (Buenos Aires, 6 de noviembre de 1965 - 8 de octubre de 2020) fue un cantante de rock, compositor, cantautor, poeta, historiador y docente universitario argentino.

## Biografía
Gabo Ferro era Doctor en Historia. A finales de los años ochenta empezó a escribir poesía. Tras tomar clases de actuación y guion, se dedicó a la música.

### Porco
En octubre de 1992 Ferro, Sergio Álvarez y Arnaldo Taurel fundaron Porco, una banda de hardcore. Comenzaron a hacerse conocidos en la escena under de Buenos Aires. Según Ferro, el grupo tocaba «con la intención de que cada show fuera único» y así se sucedían presentaciones de fuertes temáticas y despliegues escénicos, cada uno con su correspondiente concepto.
Su primera formación, que se mantuvo desde octubre de 1992 hasta marzo de 1994, estaba compuesta por:
- Gabo Ferro en voz
- Sergio Álvarez en guitarra
- Alejandro Goyeneche en bajo
- Arnaldo Taurel en batería.

Hacia mediados de 1994, con esta formación, Porco editó su primer larga duración, Porco. El potente hardcore y las escatológicas letras de Ferro, además de su extraña voz, llamaron la atención de los medios de comunicación. Como resultado, el grupo se erigió como uno de los más relevantes de la escena under argentina.
En junio de 1994, Gustavo Jamardo reemplazó a Alejandro Goyeneche en bajo, manteniéndose esta segunda formación hasta diciembre de 1995. En enero de 1996 Arnaldo Taurel fue reemplazado por Eduardo Macarrone en batería, conformando así la tercera formación de Porco, que se mantuvo hasta febrero de 1998. Ferro dijo acerca de esta época que «Porco sonaba cada vez mejor y yo me sentía cada vez peor». El 31 de marzo de 1997, Ferro realizó un acto dramático en un show en el hotel Bauen (Buenos Aires): en medio del recital abandonó el micrófono y se bajó del escenario: «Deposité el micrófono sobre el piso como quien recuesta un niño. [...] Porco había terminado».
Siguieron tocando un año más, y a principios de 1998 publicaron su segundo álbum, Naturaleza muerta, que habían grabado en 1997. El disco también fue elogiado por la crítica.[cita requerida] La cuarta y última formación, desde febrero de 1998 hasta abril de 1998, estuvo conformada por:
- Gabo Ferro en voz
- Sergio Álvarez en guitarra eléctrica
- Eduardo Macarrone en batería.

En esa época, Ferro comenzó a leer algunas de sus poesías junto al grupo Los Verbonautas, que integraban entre otros Palo Pandolfo y Osvaldo Vigna.
En abril de 1998 Ferro realizó su última presentación en público con Porco.

### Hiato
El silencio de Gabo Ferro duró siete años. Durante ellos, se dedicó a estudiar historia.

### Carrera solista
En 2005 reapareció en la escena con un álbum llamado Canciones que un hombre no debería cantar, compuesto en quince días (durante febrero de 2005) y grabado en uno solo (el 25 de febrero de 2005). Debido a la repercusión de este disco, un año después editó Todo lo sólido se desvanece en el aire, su segundo álbum solista. Ganó el premio Clarín como «revelación rock».
El 21 de septiembre de 2007 editó su tercera producción discográfica, Mañana no debe seguir siendo esto. En 2008 editó su cuarto disco, Amar, temer, partir, su primer DVD de un recital en vivo y su primer libro: Barbarie y civilización: sangre, monstruos y vampiros durante el segundo gobierno de Rosas (1835-1852), su tesis de maestría en Investigación Histórica, libro ganador de la mención honorífica del Fondo Nacional de las Artes.
En 2009 editó su quinto disco, Boca arriba y participa de Four Walls, la niña del enfermero, obra de Carlos Trunsky producida por el teatro Colón con Haydée Schvartz (piano), Gabo Ferro (voz y actuación), Leandro Tolosa y María Kuhmichel (danza), ganadores del Premio Clarín como mejor obra de danza. Ese mismo año editó Nada para el destino, un disco realizado junto a Flopa Lestani y el artista plástico Ral Varoni.
En 2010 editó el disco El hambre y las ganas de comer, con letras compuestas por el escritor Pablo Ramos y música de Gabo. Ese mismo año (2010) este disco fue nominado a los premios Carlos Gardel a la Música como «mejor álbum artista canción testimonial y de autor». En 2011 editó su séptimo disco La aguja tras la máscara. El 25 de mayo de 2014 formó parte de los festejos por el aniversario de la Revolución de Mayo, en el marco del show "Somos Cultura" del Ministerio de Cultura de la Nación.

### Fallecimiento
Falleció el 8 de octubre de 2020, a la edad de cincuenta y cuatro años, a raíz de cáncer.

## Discografía

### Con Porco
- 1994: Porco, independiente
- 1998: Naturaleza muerta, independiente

### Solista
- 2005: Canciones que un hombre no debería cantar, Azione Artigianale.
- 2006: Todo lo sólido se desvanece en el aire, Azione Artigianale.
- 2007: Mañana no debe seguir siendo esto, Azione Artigianale.
- 2008: Amar, temer, partir, Costurera Carpintero.
- 2009: Boca arriba, Oui Oui Records / Costurera Carpintero.
- 2010: El hambre y las ganas de comer.
- 2011: La aguja tras la máscara, Oui Oui Records / Costurera Carpintero.
- 2013: La primera noche del fantasma, Oui Oui Records.
- 2016: El lapsus del jinete ciego, Sony Music Entertaniment.
- 2019: Su reflejo es el lobo del hombre, Sony Music Entertaniment.

### En colaboración
- 2009: Nada para el destino, con Flopa Lestani y Ral Varoni
- 2010: El hambre y las ganas de comer, con Pablo Ramos. Oui Oui Records / Costurera Carpintero. Nominado a los Premios Carlos Gardel a la Música como «mejor álbum artista canción testimonial y de autor 2010».
- 2012: Cuerpo: canciones a partir de Mariano Ferreyra, producido por FM La Tribu, Calican Records y CORREPI. Participó junto a Manu Chao, Vicentico, Orquesta Típica Fernández Fierro, Las Manos de Filippi, Raly Barrionuevo, entre otros.
- 2014: El Veneno de los milagros con Luciana Jury.[9]
- 2017: El agua del espejo con Juan Carlos Tolosa. Costurera Carpintero.
- 2018: Historias de pescadores y ladrones de la pampa argentina con Sergio Ch.[10]

## Libros
- Ferro, G: Barbarie y civilización: sangre, monstruos y vampiros durante el segundo gobierno de Rosas (1835-1852). Buenos Aires: Marea, 2009. ISBN 978-987-1307-16-6.
- Ferro, G: Degenerados, anormales y delincuentes. Gestos entre ciencia, política y representaciones en el caso argentino. Buenos Aires: Marea, 2010. ISBN 978-987-1307-30-2.
- Ferro, G: Costurera Carpintero. Antología de letras de canciones de Gabo Ferro, con Prólogo de Diana Bellessi Buenos Aires: La Marca, 2014. ISBN 978-950-8892-38-6.

## Premios y reconocimientos
En abril de 2019 fue declarado Personalidad destacada de la Ciudad Autónoma de Buenos Aires en el ámbito de la cultura por la Legislatura de la Ciudad Autónoma de Buenos Aires en reconocimiento porque «Gabo Ferro es un acervo cultural e histórico de la Ciudad de Buenos Aires. Es un artista que nos enseña a luchar todo el tiempo. Sus canciones y poemas nacen de la resistencia en la calle».